# Jean-Marie Dutry
Jean-Marie Dutry (Lokeren, 29 juni 1899 - 1986) was een Belgische beeldhouwer en kunstschilder.

## Familie
Jean-Marie Dutry werd geboren als zoon van de Gentse kunstcriticus Albert Dutry en van de kunstenares Marie Tibbaut. Hij is overleden te Gent op 26 december 1986 en is begraven in het Campo Santo te Sint-Amandsberg. Hij is de broer van de kunstschilder Edmond Dutry.

## Levensloop
Jean-Marie Dutry studeerde rechten en werd zoals zijn vader doctor in de rechten.
Hij begon zijn kunstenaars loopbaan als schilder. Hij schilderde bij voorkeur pittoreske taferelen uit het leven op het platteland of composities met volkse figuren. Zijn stijl is gekenmerkt door een krachtige en expressieve vormgeving, waarbij meestal een humoristische ingesteldheid opvalt.
Hij ging achteraf ook beeldhouwen. Als beeldhouwer ontwierp hij onder meer symbolistisch geladen composities in een modernistische stijl.
- RKD-Nederlands Instituut voor Kunstgeschiedenis: 25107